# Pecorara
Pecorara – miejscowość i gmina we Włoszech, w regionie Emilia-Romania, w prowincji Piacenza.
Według danych na rok 2004 gminę zamieszkiwało 913 osób, 17,2 os./km².
1 stycznia 2018 gmina została zlikwidowana.